# Phrynobatrachus mababiensis
Phrynobatrachus mababiensis és una espècie de granota que viu a Angola, Botswana, República Democràtica del Congo, Kenya, Malawi, Moçambic, Namíbia, Sud-àfrica, Eswatini, Tanzània, Zàmbia, Zimbàbue i, possiblement també, a Etiòpia, el Sudan i Uganda.